# Maria i jo (pel·lícula)
Maria i jo (originalment en castellà, María y yo) és un llargmetratge documental que s'endinsa en l'autisme a través d'un cas concret: el del dibuixant Miguel Gallardo i la seva filla Maria, de 14 anys. La pel·lícula serveix d'adaptació cinematogràfica pel còmic homònim, el qual fou nominat als premis a la millor obra i millor guió del Saló Internacional del Còmic de Barcelona de 2008 i guardonat amb el Premi Nacional del Còmic de Catalunya. Està protagonitzada pel mateix Gallardo i dirigida pel debutant Félix Fernández de Castro. El dia a dia dels protagonistes, amb les seves petites alegries i els seus problemes de convivència, es mostra a l'espectador amb naturalitat, intentant aportar una mirada diferent sobre la discapacitat de la jove.

## Argument
María viu amb la seva mare, Mary, a les Canàries, a 3.000 km de Barcelona, on viu Miguel Gallardo. De vegades, se'n van els dos junts de vacances a passar una setmana en un ressort del Sud de Gran Canària, un escenari un punt inhabitual que no sol acollir entre els seus hostes a un pare sol amb una filla de catorze anys que pateix autisme. Aquesta és la història d'un d'aquests viatges, i sobre tot un relat original i ple d'humor, ironia i sinceritat sobre com conviure amb una discapacitat. Els dibuixos s'han convertit en un bon mitjà de comunicació per a ambdós, però els problemes de convivència són de vegades inevitables.

## Guardons
- Premi a la millor opera prima al Festival de Cine de Tarragona (2010)[3]
- Nominada al millor documental als III Premis Gaudí (2011)[4]